# Pristimantis atrabracus
Pristimantis atrabracus es una especie de anfibio anuro de la familia Craugastoridae.

## Distribución
Esta especie es endémica de la provincia de Bagua en la región Amazonas de Perú. Habita entre los 2963 y 3330 m sobre el nivel del mar en la vertiente occidental de la Cordillera de Colán.

## Descripción
El macho mide 18.9 mm y la hembra mide 22.7 mm.

## Publicación original
- Duellman & Pramuk, 1999 : Frogs of the genus Eleutherodactylus (Anura: Leptodactylidae) in the Andes of northern Peru. Scientific Papers Natural History Museum the University of Kansas, n.º 13, p. 1-78[5]